# Aldo Giannuli
Aldo Sabino Giannuli (Bari, 18 giugno 1952) è un politologo, storico e saggista italiano, direttore del centro studi Osservatorio Globalizzazione.
Studioso della strategia della tensione in Italia, autore di consulenze e studi rivelatisi decisivi per lo sviluppo degli impianti processuali per la strage di Bologna e la strage di piazza della Loggia e per la ricostruzione del contesto storico della strage di piazza Fontana, nonché uno dei principali esperti di intelligence del panorama italiano, Giannuli ha insegnato all'Università di Bari prima di trasferirsi presso il dipartimento di scienze politiche dell'Università di Milano, dove ha insegnato fino al 2022.

## Biografia

### Carriera accademica e di consulenza ai tribunali
Aldo Sabino Giannuli si laurea in scienze politiche presso l'Università di Bari nel 1980. Collabora quindi con il Quotidiano dei lavoratori, organo di Avanguardia operaia, e lavora ad un libro sulle origini del movimento trotzkista, pubblicato nel 1983 da Adriatica editrice; prosegue la produzione saggistica con un volume del 1988 sul Sessantotto e la stagione dei movimenti (1960-1979), uscito per le Edizioni associate.
Negli anni novanta, dopo un triennio di collaborazione con la federazione nazionale dei lavoratori edili del sindacato U.I.L., lavora come tecnico laureato presso l'Università di Bari, prima alla facoltà di scienze della formazione (1992-96) e quindi alla facoltà di scienze politiche (1996-2002). Nel frattempo, diviene consulente per la Commissione parlamentare di inchiesta sulle stragi (1994-2001) e per la Commissione Mitrochin (2002-2006).
Nel 1994 Giannuli viene avvicinato dal parlamentare barese Nicola Colaianni, membro della Commissione stragi, che gli chiede di elaborare due schede di sintesi sulle stragi di piazza Fontana e di piazza della Loggia. Con tale incarico, Giannuli si reca a Milano e incontra Guido Salvini, magistrato che indaga sull'eversione nera degli anni settanta e giudice istruttore nel processo per la strage di piazza Fontana: Salvini introduce Giannuli nel mondo delle procure e degli archivi delle forze dell'ordine. Da allora, Giannuli è stato consulente per le procure di Palermo, Bari, Milano (strage di piazza Fontana), Pavia e Brescia (strage di piazza della Loggia). Nel novembre 1996 Giannuli viene in possesso di una gran quantità di documenti non catalogati dell'Ufficio Affari Riservati del Ministero dell'interno, nascosti nell'archivio della circonvallazione Appia. Tale ritrovamento permette alla procura della Repubblica di Milano di sviluppare le indagini sull'eversione nera.
Dal 2002 Giannuli è ricercatore universitario presso la facoltà di scienze politiche dell'Università di Bari e, dal 2008 al 2022, ha ricoperto lo stesso incarico presso la facoltà di scienze politiche dell'Università di Milano. Ha collaborato con vari quotidiani (il manifesto, Liberazione, Quotidiano dei lavoratori, l'Unità e il Giornale), settimanali (Avvenimenti, Rinascita) e periodici (come la rivista trimestrale Libertaria, di cui è stato redattore, la rivista di geopolitica Limes e Formiche, di cui è attualmente editorialista). Ha insegnato al corso in giornalismo d'inchiesta della Newsroom Academy de IlGiornale.it e InsideOver nel 2022.
Tra i principali esperti italiani di servizi segreti e di storia dell'intelligence, ha pubblicato sul tema diversi saggi in cui ha sviluppato una visione che indica nei servizi di informazione e sicurezza i protagonisti della competizione geopolitica nell'era della globalizzazione.

### Direttore del centro studi "Osservatorio Globalizzazione"
A partire dal mese di maggio del 2019, Giannuli è direttore dell'Osservatorio Globalizzazione, un centro studi da lui fondato dedicato alle dinamiche economiche, geopolitiche e culturali dell'era della globalizzazione. 
Nell'editoriale d'apertura del sito del nuovo progetto, Giannuli ha sottolineato la necessità di una nuova cultura politica all'altezza dell'era della globalizzazione, fondata sulla comprensione della complessità dei cambiamenti in corso: "Quello che caratterizza la nostra epoca è la compresenza, nello stesso tempo e nello stesso spazio, di tendenze spesso antitetiche che innescano effetti controintuitivi. La globalizzazione con i suoi mezzi di comunicazioni ultraveloci ha totalmente modificato le nozioni di tempo e di spazio rendendo tutto contemporaneo a sé stesso e provocando reazioni in tempi millesimali, talvolta addirittura anticipate sulla base di aspettative, con risultati imprevedibili. Questo fa saltare del tutto le già precarie aspettative di rapporti lineari causa-effetto. Ormai il mondo non è comprensibile con la logica lineare ed impone il salto della complessità".
All'analisi dei fenomeni di globalizzazione, dei processi geopolitici e delle dinamiche economiche internazionali il centro studi aggiunge una particolare focalizzazione rivolta all'Italia e al tema dell'interesse nazionale in campo politico ed economico e in prospettiva storica.

## Posizioni politiche
Consigliere e amico personale di Gianroberto Casaleggio, fondatore assieme a Beppe Grillo del Movimento 5 Stelle, nel 2015 con un post sul suo sito Giannuli ha confermato di essere elettore di tale formazione. Ha sostenuto attivamente il fronte del "No" alla campagna elettorale precedente il referendum costituzionale sulla riforma Renzi-Boschi del 4 dicembre 2016, accusando sia il Presidente del Consiglio Matteo Renzi e che il Partito Democratico (di cui Renzi era allora segretario) di una "vocazione totalitaria".
Giannuli in seguito è entrato più volte in polemica, da sinistra, col PD criticando in particolare il ruolo che il partito avrebbe avuto a suo avviso nello smantellamento dei diritti del lavoro, nella cancellazione delle garanzie contenute nell'Articolo 18 dello Statuto dei Lavoratori, dell'aumento della pressione fiscale nel Paese e nella riforma della scuola in senso svantaggioso per i giovani, definendo il PD una formazione di destra e, nel dicembre 2022, dichiarando il suo scioglimento come unica prospettiva per la nascita di una sinistra rinnovata.
Alle elezioni politiche del 2018 annuncia il proprio voto per Potere al Popolo!, mentre alle elezioni regionali in Lombardia di quell'anno dichiara di sostenere il candidato di Liberi e Uguali Onorio Rosati. Il 4 aprile 2018 annuncia ufficialmente il suo distacco dal Movimento 5 Stelle, in polemica con lo stile di leadership di Luigi Di Maio, da lui definito opportunista e accentratore.
Alle elezioni europee del 2019 annuncia il suo sostegno alla lista elettorale La Sinistra. Critico della governance dell'Unione europea, Giannuli ha anche criticato aspramente la possibile applicazione delle logiche del meccanismo europeo di stabilità durante la crisi economica legata alla pandemia di COVID-19.
Nel 2020, in occasione del referendum costituzionale sulla riduzione del numero dei parlamentari legato alla riforma avviata dal governo Conte I guidato dalla Lega assieme al Movimento 5 Stelle e concluso dal governo Conte II guidato dalla coalizione M5S e PD, l'Osservatorio Globalizzazione da lui diretto si è schierato per il "No".
Sul piano del rapporto tra politica e giustizia, nel maggio 2020 Giannuli ha difeso l'ex ministro della Democrazia Cristiana Calogero Mannino dall'ipotesi di un nuovo rinvio a giudizio dopo l'assoluzione dai capi di imputazione di collusione con Cosa nostra, sostenendo il principio giuridico del Ne bis in idem. Ha inoltre criticato la divisione in correnti dei membri dell'Associazione nazionale magistrati, auspicando un'evoluzione dei meccanismi di supervisione dell'apparato giudiziario italiano.
Pur critico verso il governo Draghi, nel 2022 ne ha sostenuto lo sforzo per appoggiare la resistenza dell'Ucraina invasa dalla Russia, da lui condannata fin dal principio. Ha sostenuto che solo massicci invii di armi a Kiev potessero contenere l'invasione russa dell'Ucraina e criticato buona parte del movimento pacifista italiano e l'Associazione Nazionale Partigiani Italiani, che a suo avviso sulla guerra ha preso una posizione errata non sostenendo con forza la resistenza ucraina.. In vista delle elezioni politiche in Italia del 2022, da cui ha dichiarato di essersi astenuto, ha indicato in Guido Crosetto il suo candidato ideale per il ruolo di presidente del Consiglio dei ministri in caso di vittoria elettorale del centrodestra.

## Opere
- Alle origini del movimento trotzkijsta, 1923-1927, Bari, Adriatica, 1983.
- Il sessantotto. La stagione dei movimenti (1960-1979). Premessa, dizionario, glossario, Roma, Edizioni Associate, 1988.
- La strage di Stato. Vent'anni dopo, a cura di e con Giancarlo De Palo, Roma, Edizioni Associate, 1989. ISBN 88-267-0048-6.
- Storie di intrighi e di processi. Dalla strage di Piazza Fontana al caso Sofri, con Nicola Schiavulli, Roma, Edizioni Associate, 1991. ISBN 88-267-0081-8.
- L'Italia dei misteri e delle stragi. Servizi segreti. Dal dopoguerra a Firenze, maggio 1993, con Gianni Cipriani e Giuseppe De Lutiis, Roma, Avvenimenti, 1993.
- La nuova legge per l'elezione dei sindaci. Testo e commento, Roma, Sapere 2000, 1993. ISBN 88-7673-103-2.
- Vademecum referendum. Tutto quello che vorreste sapere sulle leggi elettorali, Roma, Libera informazione, 1993.
- Guida ai guasti del presidenzialismo, a cura di, Roma, Libera informazione, 1996.
- Lo Stato parallelo. L'Italia oscura nei documenti e nelle relazioni della Commissione stragi, con Paolo Cucchiarelli, Roma, Gamberetti, 1997. ISBN 88-7990-024-2.
- Il clandestinismo fascista, in Le fonti per la storia della RSI, Venezia, Marsilio, 2005. ISBN 88-317-8864-7.
- L'armadio della Repubblica, Roma, Nuova iniziativa editoriale, 2005.
- L'ufficio affari riservati

I, La guerra fredda delle spie, Roma, Nuova iniziativa editoriale, 2005.
II, Strategia della tensione, Roma, Nuova iniziativa editoriale, 2005.
- Le internazionali anticomuniste

I, La guerra dei mondi, Roma, Nuova iniziativa editoriale, 2005.
II, Una strana vittoria, Roma, Nuova iniziativa editoriale, 2005.
- Dalla Russia a Mussolini, 1939-1943. Hitler, Stalin e la disfatta all'est nei rapporti delle spie del regime, Roma, Editori Riuniti, 2006. ISBN 88-359-5865-2.
- Bombe a inchiostro, Milano, BUR, 2008. ISBN 978-88-17-02059-6.
- L'abuso pubblico della storia. Come e perché il potere politico falsifica il passato, Parma, Guanda, 2009. ISBN 978-88-6088-136-6.
- Come funzionano i servizi segreti. Dalla tradizione dello spionaggio alle guerre non convenzionali del prossimo futuro, Milano, Ponte alle Grazie, 2009. ISBN 978-88-6220-065-3.
- 2012. La grande crisi, Milano, Ponte alle Grazie, 2010. ISBN 978-88-6220-262-6.
- Il Noto servizio, Giulio Andreotti e il caso Moro, Milano, Tropea, 2011. ISBN 978-88-558-0179-9; Roma, Castelvecchi Rx, 2013. ISBN 978-88-6826-084-2.
- Uscire dalla crisi è possibile. Riformare la finanza, promuovere l'eguaglianza, ripensare la globalizzazione, Milano, Ponte alle Grazie, 2012. ISBN 978-88-6220-521-4.
- Come i servizi segreti usano i media. Con quali tecniche l'intelligence influenza e interpreta l'informazione?, Milano, Ponte alle Grazie, 2012. ISBN 978-88-6220-674-7.
- Come funzionano i servizi segreti. Dalla tradizione dello spionaggio alle guerre non convenzionali del prossimo futuro, Milano, Ponte alle Grazie, 2013. ISBN 978-88-6220-870-3.
- Papa Francesco fra religione e politica. Chi è, quale Chiesa si trova a governare, quali sfide globali dovrà affrontare, Milano, Ponte alle Grazie, 2013. ISBN 978-88-6220-882-6.
- Legge elettorale: non farti fregare!, Milano, Casaleggio Associati, 2014. ISBN 978-88-9633-734-9.
- Guerra all'ISIS. Gli errori che abbiamo fatto, perché rischiamo di perderla, che cosa fare per vincerla, Milano, Ponte alle Grazie, 2016. ISBN 978-88-6833-509-0.
- L'insolita morte di Erio Codecà, Milano, Sperling & Kupfer, 2016. ISBN 978-88-2006-017-6.
- Da Gelli a Renzi (passando per Berlusconi), Milano, Ponte alle Grazie, 2016. ISBN 978-88-6833-608-0.
- Classe dirigente. Mappa del potere in Italia fra la Seconda e la Terza Repubblica, Milano, Ponte alle Grazie, 2017. ISBN 978-88-6833-549-6.
- Cultura del terrore, Sesto San Giovanni, Mimesis, 2017. ISBN 978-88-5754-280-5.
- Storia di Ordine Nuovo, Sesto San Giovanni, Mimesis, 2017. ISBN 978-88-5754-369-7.
- Da Lenin a Stalin. La formazione del sistema di potere sovietico 1923-1927, Sesto San Giovanni, Mimesis, 2017. ISBN 978-88-5754-487-8.
- Come i servizi segreti stanno cambiando il mondo. Milano, Ponte alle Grazie, 2018. ISBN 9788833311937
- La strategia della tensione. Servizi segreti, partiti, golpe falliti, terrore fascista, politica internazionale: un bilancio definitivo, Ponte alle Grazie, Milano 2018. ISBN 978-8868337650.
- Storia della "Strage di Stato". Piazza Fontana: la strana vicenda di un libro e di un attentato, Ponte alle Grazie, Milano 2019. ISBN 978-8833312262.
- Mafia mondiale. Le grandi organizzazioni criminali all'epoca della globalizzazione, Ponte alle Grazie, Milano 2019. ISBN 978-8833312750
- Coronavirus: globalizzazione e servizi segreti, Ponte alle Grazie, Milano 2020. ISBN 978-8833314488
- La grande tempesta in arrivo, con Andrea Muratore, Milano, Piemme, 2022. ISBN 978-88-566-8377-6.
- Andreotti, il grande regista: Settant’anni di storia politica italiana fra luci e tenebre, dalla parte del potere, Ponte alle Grazie, Milano 2023 ISBN 9788868339050.[48]